# Estelada

Blauwe estelada (1908-1918) (Estelada blava)

Rode estelada (1968)

De bandera estelada, vaak afgekort tot estelada is de vlag en het symbool van de catalanistische onafhankelijkheidsbeweging in de Catalaanse landen. In het land van València en in Aragon spreekt men van estrelada.
In alle uitvoeringen bestaat de estelada of estrelada uit een variante op de senyera, de officiële landsvlag, met een of meer toegevoegde sterren, wat de naam verklaart: estelada is de vrouwelijke vorm van het adjectief "estelat" dat "met ster(ren)" betekent. De meest gebruikte variant is vandaag de dag de vlag waarop een witte ster in een blauwe driehoek geplaatst is, deze variant heet de Estelada blava ('blava' is een verbuiging van het Catalaanse woord 'blau'). 

## Oorsprong
De vlag ontstond in het begin van de 20ste eeuw en algemeen wordt aangenomen dat ze teruggaat op een ontwerp van Vicenç Albert Ballester i Camps. Het is een combinatie van de traditionele senyera met een driehoek en een vijfpuntige ster, zoals in de Cubaanse. Ballester had op Cuba verbleven en was een enthousiast bewonderaar van de Cubaanse onafhankelijkheidsbeweging en het verzet tegen het Spaanse Keizerrijk.

De bron van inspiratie: de Cubaanse vlag

De kleuren van de blauwe esteleda verwijzen naar de idealen van de Franse Revolutie, die terugkeren in de vlaggen van de Verenigde Staten en van Cuba. Het blauw verwijst naar de een hemel in het midden waarvan de ster van de vrijheid straalt.
In 1968 splitste de politieke partij Partit Socialista d'Alliberament Nacional zich van het Front Nacional de Catalunya (FNC) af en paste de kleuren aan de eigen ideologie aan, een rode ster verwijst naar socialisme en de achtergrond werd wit, en later geel, om het contrast te vergroten. Over het ontwerp van de rode estelada schrijft het Petit llibre Roig del/la jove independentista (Kleine rode boekje van de jonge independentist) (Moviment de Defensa de la Terra, MDT) als volgt:
"Het algemeen symbool van de onafhankelijkheidsbeweging is de estelada, samengesteld uit de Catalaanse vlag (symbool van de natie) en de rode vijfpuntige ster (symbool voor de Staat, de strijd tegen de onderdrukking, de mens (hoofd en vier ledematen), de wereld (5 bewoonde continenten))"

## Geschiedenis

### 1908-1921: Het begin

1908,
De ruitvormige estelada

De ster als symbool voor het Catalaanse onafhankelijkheidsstreven werd in 1904 gebruikt op een herdenkingszegel naar aanleiding van de eerste samenkomst van de Unió Catalanista. De Catalaanse vrijwilligers tijdens de Eerste Wereldoorlog droegen die ruitvormige versie op de Europese slagvelden. Daarmee wilden ze werven voor de Catalaanse zaak en strijden voor de vrijheid van de volkeren, een streven dat ze ook in het kamp van de geallieerden vonden.

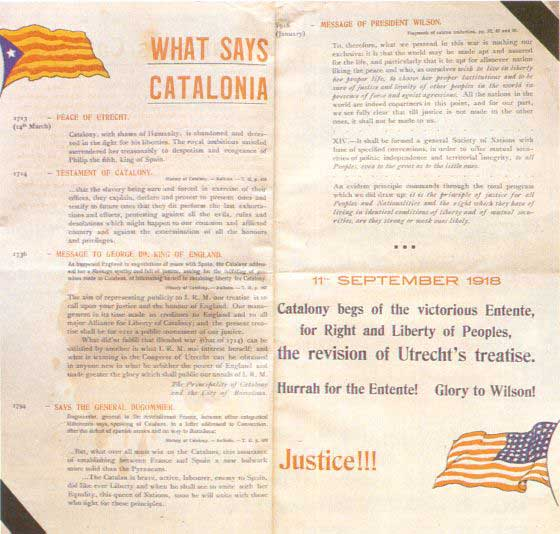
Oudste overgebleven document met een estelada, van 11 september 1918 met een eis voor een revisie van de Vrede van Utrecht (1713), een uitgave van het Comitè Pro Catalunya.

 In 1918 ontwierp Vicenç Ballester ten slotte het definitieve ontwerp. Toen na de wapenstilstand in Europa een aantal nieuwe staten ontstonden: Tsjechië, Finland, Estland, Letland, Litouwen, Armenië, Oekraïne, Wit-Rusland en Georgië probeerden een aantal Catalaanse semi-clandestiene groepen (Comitè de Germanor, Comitè Pro Catalunya e.a.) van de politieke impuls te profiteren om ook hun zaak vooruit te krijgen. In het tijdschrift L'intransigent verschijnt in 1918 een foto van een groepje Catalaanse separatisten die in Montserrat met jonge Noord-Amerikanen verbroederen en hun beider vlaggen opsteken. Dat is de eerste overgebleven foto.
Volgens Ballester is de estelada een voorlopige strijdvlag, teken van het verzet in het opstandige Catalonië, totdat het moment gekomen zal zijn dat de "vlag met de vier strepen, de Catalaanse vlag, zonder sterren of blauwe driehoeken, met alle eer terug zal keren. Hoog in de mast, rechtop en helemaal alleen!"
De oudste bekende estelada dateert uit 1915 en werd in 2008 eerder toevallig ontdekt op de zolder van de erfgenamen Joan Solé i Pla (1874-1950), een republikeins politicus en een tijd lang voorzitter van de partij Unió Catalanista. Ze werd met de hand geborduurd op een senyera en na de restauratie door het Centre de Restauració de Bens Mobles de Catalunya wordt ze tentoongesteld in het Museum voor Catalaanse Geschiedenis in Barcelona.

### 1922 - 1931: Partijvlag
In 1922 neemt Francesc Macià de estelada als embleem voor de net opgerichte partij Estat Català (Catalaanse Staat) en ook de gewapende verzetsbeweging Bandera Negra, onder meer tijdens een poging tot aanslag tegen de absolutistische monarch Alfons XIII en tijdens de mislukte poging in 1926 om manu militari de onafhankelijkheid te verwerven tijdens de zogenaamde Gebeurtenissen van Prats de Molló. Artikel 3 van de voorlopige grondwet van de Catalaanse Republiek die in 1928 in Havana (Cuba) werd uitgeroepen bepaalde dat de estelada de officiële vlag werd.
In 1931 richt Macià de partij Esquerra Republicana de Catalunya op, die, samen met andere onafhankelijkheidsbewegingen (Partit Nacionalista Català, Nosaltres Sols! en Estat Català) allemaal de estelada in het vaandel voeren.

### 1936 - 1975: Strijdvlag
Tijdens de Spaanse Burgeroorlog (1936-1939) voeren een aantal bataljons van de republikeinse strijdkrachten de Estelada in het vaandel. Na de overwinning door Francisco Franco en de machtsovername en daarop volgende militaire dictatuur worden alle Catalaanse symbolen (vlaggen, het volkslied Els Segadors, de volksdans sardana...) en ook de Catalaanse taal uit het openbare leven gebannen en verboden. De verzetsbeweging Front Nacional de Catalunya, die kort na de franquistische staatsgreep wordt opgericht gebruikt zowel de senyera als de estelada als symbool.

### Na 1975: Terug naar de democratie
In 2007 werd een comité opgericht om het honderdjarige bestaan van de vlag (in 2008) te vieren. De laatste jaren worden de twee versies (de blauwe en de gele) naast en door elkaar gebruikt, zonder veel ideologische onderscheiden. Sedert het communisme in Europa op de terugweg is, dient de vroegere "rode" estelada met zijn eenvoudiger tweekleurenschema in de Catalaanse kleuren als vereenvoudigd alternatief. Het vereenvoudigde motief (4 strepen en een ster, ook in zwart-wit) duikt in alle mogelijke varianten op, in logo's, op muurschilderingen, op T-shirts enz.
De vlag behoort weer tot het publieke domein en de meeste diverse groepen en personen gebruiken een van de varianten om hun sympathie voor het onafhankelijkheidsidee te tonen. Omdat de estelada een enigszins militanter karakter heeft dan de senyera, zullen hotels of bedrijven eerder de senyera uithangen, en privé-personen of organisaties eerder de estelada. In de aanloop voor de grote manifestatie voor onafhankelijkheid, gepland op 11 september 2012, verklaarden diverse winkeliers dat ze door hun voorraad zitten en dat ze dat jaar vijf keer meer estelades dan senyeres verkochten. Desondanks blijft de estelada een steen des aanstoots, vooral buiten Catalonië. Zo werd een fan van FC Barcelona in 2012 met een boete van 3001 euro beboet omdat hij in Madrid tijdens een match Madrid-Barça in 2011 een estelada ontvouwd had, en zo, volgens het verdict "tot haat heeft aangespoord".

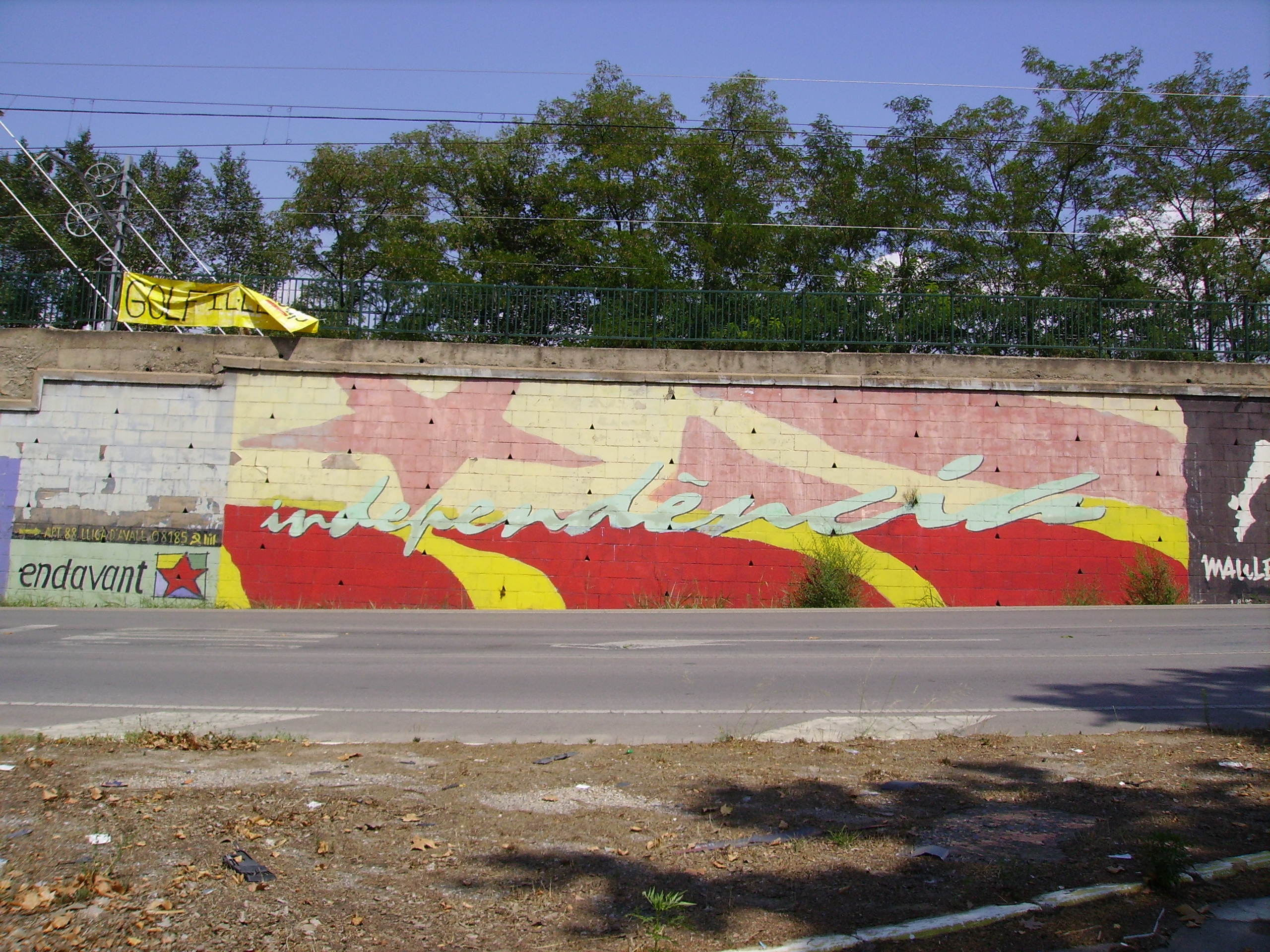
Muurschildering door Maulets

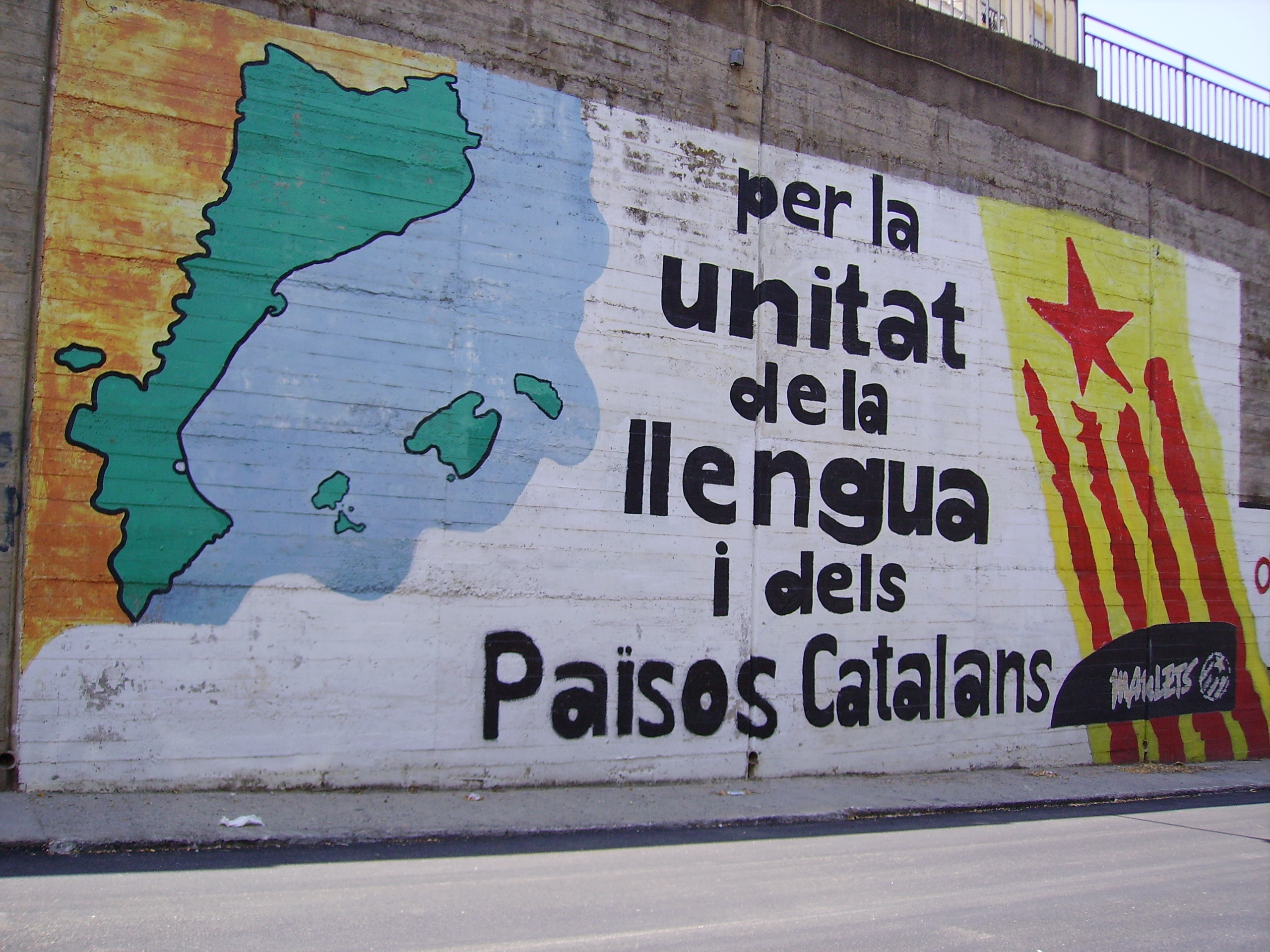
Muurschildering in Argentona

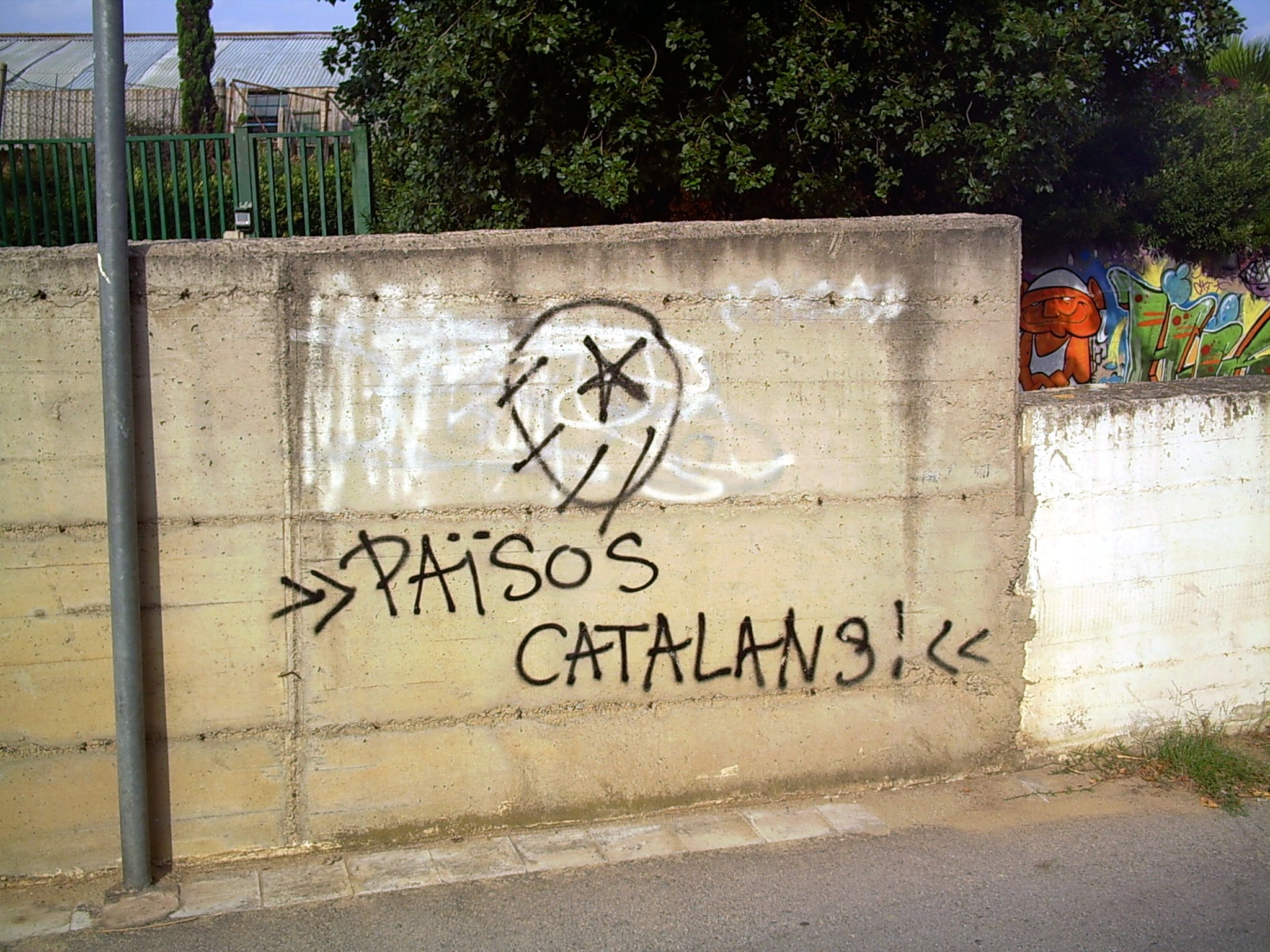
Sterk vereenvoudigd wit-zwart graffiti

## Overzicht van de diverse versies van de estelada

### Catalonië

Blauwe estelada (Estelada Blava)
Rood-gele estelada
Estelada van de anarchisten
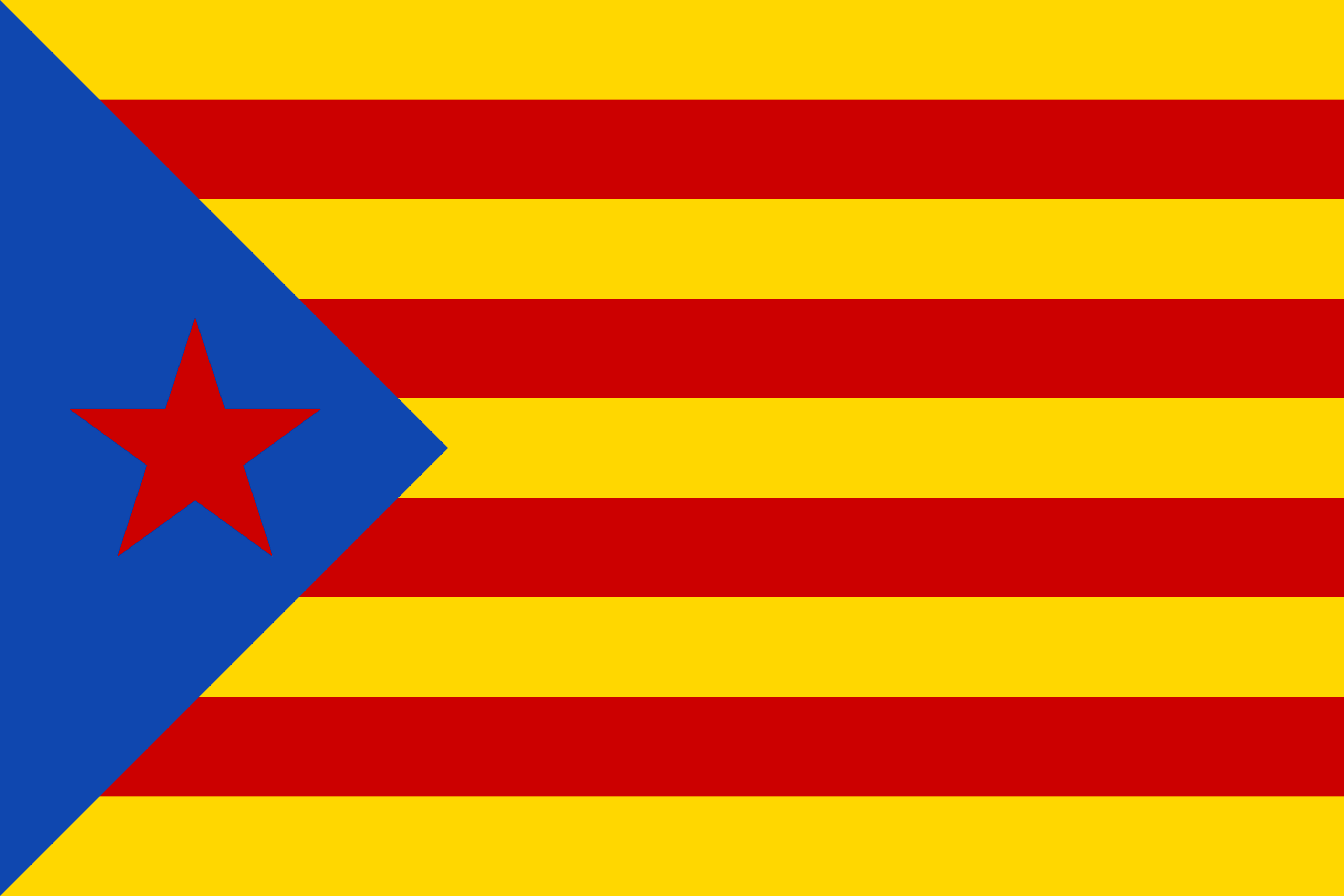
Estelada van Socors Català
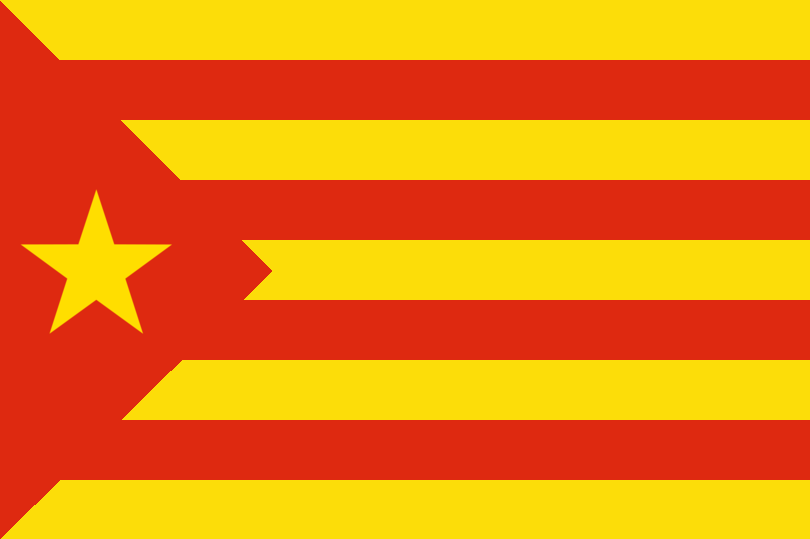
Estelada van de Catalaanse communistische partij PCI
Estelada met ruit
Estelada van de Catalaanse landen
Estelada Yankee
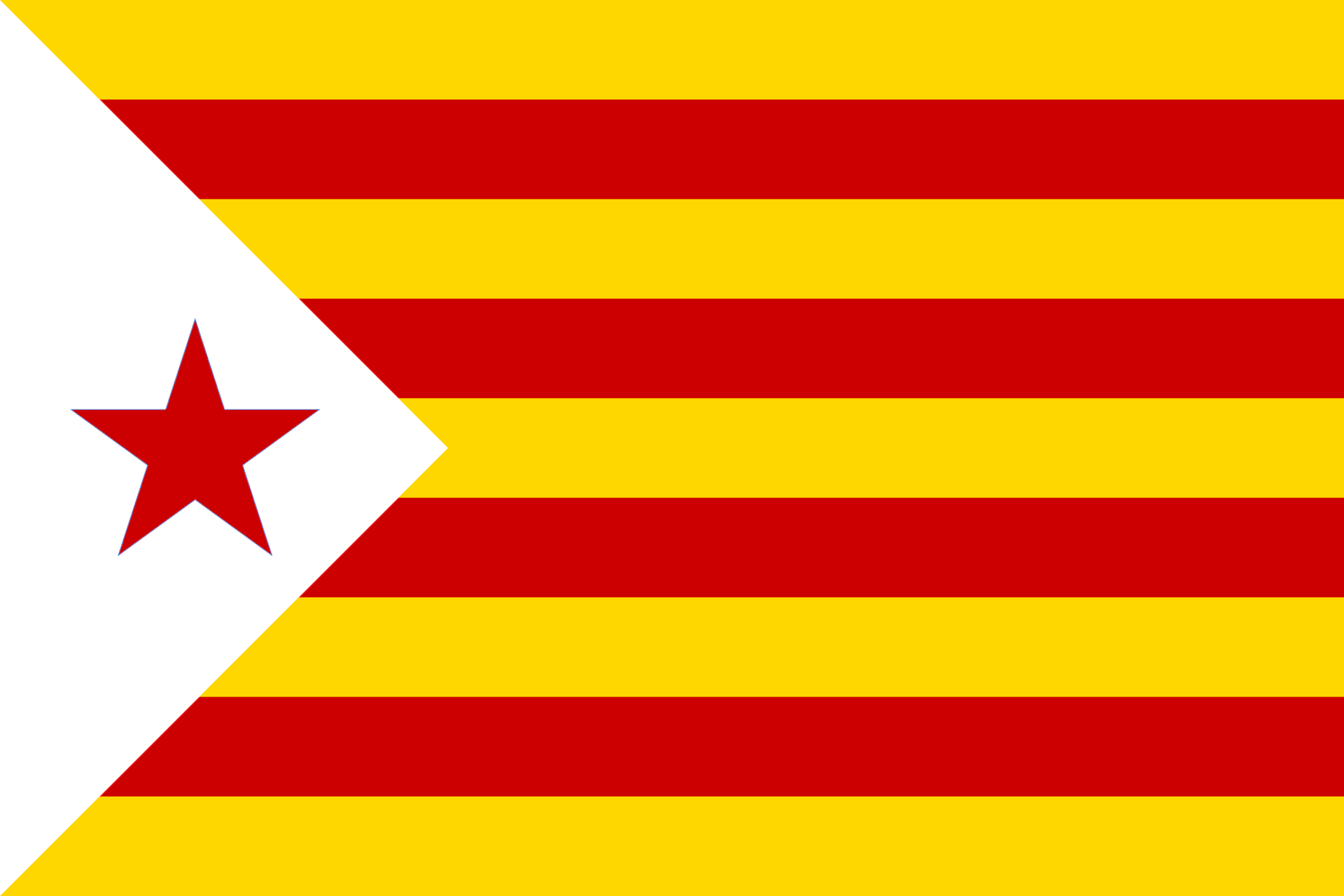
Voormalige estelada van de PSAN
Estelada met drie sterren
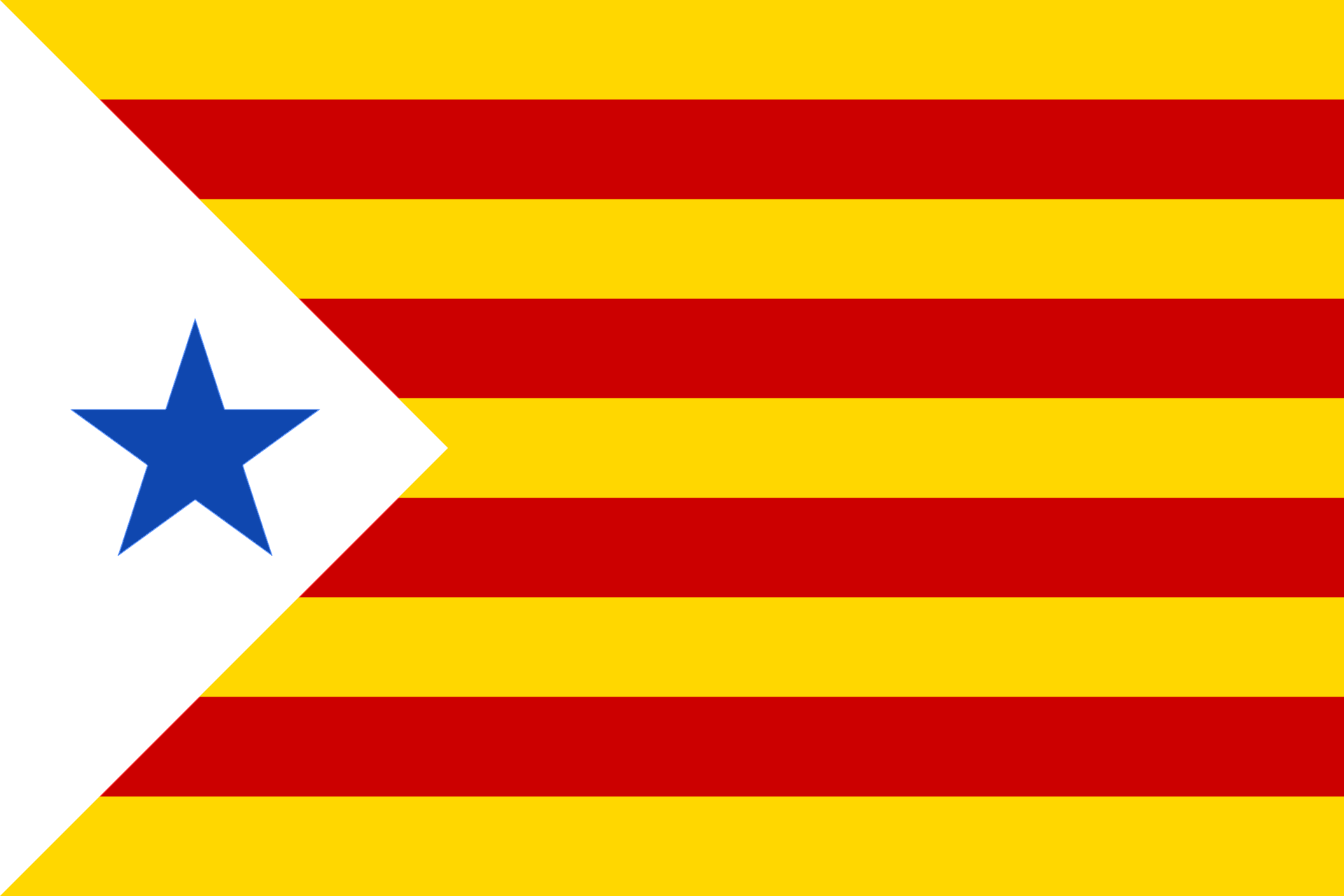
Estelada met blauwe ster

### Andere regio's

Estrelada van de Valenciaanse beweging
Estrelada van Esquerra Valenciana
Estelada van de Aragonese beweging